# Élections générales espagnoles de novembre 2019 en Catalogne
Les élections générales espagnoles de novembre 2019 en Catalogne (en espagnol : Elecciones generales de España de noviembre de 2019) se tiennent le dimanche 10 novembre 2019 afin d'élire les 350 députés et 208 des 266 sénateurs de la XIIIe législature des Cortes Generales. 48 députés et 16 sénateurs sont élus en Catalogne.

## Candidatures

### Congrès des députés
16 listes sont présentes dans la province de Barcelone, 14 dans celle de Gérone, 14 dans celle de Lleida et 14 dans celle de Tarragone.
| Formation | Formation | Idéologie                                   | B | G | L | T | Chef(s) de file                           | Résultats en avril 2019 |
| --------- | --- | ------------------------------------------- | - | - | - | - | ----------------------------------------- | ----------------------- |
|           | Parti des socialistes de Catalogne (PSC-PSOE) | Centre gauche                               | X | X | X | X | Meritxell Batet (Barcelone)               | 23,21 % 12 sièges       |
|           | Per un Món més Just (PUM+J) | Fédéralisme Gauche                          | X | X | X | X | Esteban Serra Vila (Barcelone)            | 0,01 % 0 siège          |
|           | Ciudadanos-Parti de la Citoyenneté (Cs) | Droite libérale Nationalisme espagnol       | X | X | X | X | Inés Arrimadas (Barcelone)                | 11,56 % 5 sièges        |
|           | Gauche républicaine de Catalogne - Souverainistes (ERC-Sobiranistes) - Coalition composée de Gauche républicaine de Catalogne et Sobiranistes                   | Indépendantisme Catalanisme Centre gauche   | X | X | X | X | Gabriel Rufián (Barcelone)                | 24,61 % 15 sièges       |
|           | Parti populaire (PP) | Droite Nationalisme espagnol                | X | X | X | X | Cayetana Álvarez de Toledo (Barcelone)    | 4,84 % 1 sièges         |
|           | Candidature d'unité populaire - Pour la rupture (CUP-PR) | Indépendantisme Gauche radicale Catalanisme | X | X | X | X | Mireia Vehí (Barcelone)                   | /                       |
|           | En Comú Podem-Guanyem el Canvi (ECP) - Coalition composée de Initiative pour la Catalogne Verts, Gauche unie et alternative, Podem, Equo et Barcelone en commun | Gauche radicale Catalanisme                 | X | X | X | X | Jaume Asens (Barcelone)                   | 14,85 % 7 sièges        |
|           | Junts per Catalunya (JxCAT) | Indépendantisme Catalanisme Centre          | X | X | X | X | Laura Borràs (Barcelone)                  | 12,08 % 7 sièges        |
|           | Iniciativa Feminista (I.Fem) | Féminisme                                   | X |   |   |   | Nuria Castillo Monzoncillo (Barcelone)    | /                       |
|           | Vox | Extrême droite Nationalisme espagnol        | X | X | X | X | Ignacio Garriga (Barcelone)               | 3,59 % 1 siège          |
|           | Partit Comunista del Poble de Catalunya (PCPC) | Communisme                                  | X | X | X | X | Enric Lloret (Barcelone)                  | 0,08 % 0 siège          |
|           | Parti animaliste contre la maltraitance animale (PACMA) | Animalisme                                  | X | X | X | X | David Martínez (Barcelone)                | 1,54 % 0 siège          |
|           | Partit comunista dels treballadors de Catalunya (PCTC) | Communisme                                  | X | X | X | X | Ferran Peris (Barcelone)                  | 0,06 % 0 siège          |
|           | Izquierda en Positivo (IZQP) | Centre gauche                               | X | X | X | X | Toni García Pérez (Barcelone)             | 0,07 % 0 siège          |
|           | Recortes Cero-Grupo Verde | Écosocialisme                               | X | X | X | X | Nuria Suárez Hernández (Barcelone)        | 0,17 % 0 siège          |
|           | Más País (MÁS PAÍS) | Social-démocratie Écologie politique        | X |   |   |   | Juan Antonio Geraldes Herrero (Barcelone) | /                       |

### Sénat
15 listes sont présentes dans la province de Barcelone, 13 dans celle de Gérone, 13 dans celle de Lleida et 13 dans celle de Tarragone.
| Formation | Formation                                                            | B | G | L | T | Tête de liste à Barcelone                | Résultats en avril 2019 |
| --------- | -------------------------------------------------------------------- | - | - | - | - | ---------------------------------------- | ----------------------- |
|           | Parti des socialistes de Catalogne (PSC-PSOE)                        | X | X | X | X | Manuel Cruz (Barcelone)                  | 3 sièges                |
|           | Per un Món més Just (PUM+J)                                          | X | X | X | X | Marius Lucien Makon Nkoyock (Barcelone)  | /                       |
|           | Ciudadanos-Parti de la Citoyenneté (Cs)                              | X | X | X | X | Martín Eusebio Barra (ca) (Barcelone)    | /                       |
|           | Gauche républicaine de Catalogne - Souverainistes (ERC-Sobiranistes) | X | X | X | X | Mirella Cortès i Gès (Barcelone)         | 11 sièges               |
|           | Parti populaire (PP)                                                 | X | X | X | X | Manuel Buenaño (Barcelone)               | /                       |
|           | En Comú Podem-Guanyem el Canvi (ECP)                                 | X | X | X | X | Rosa Lluch Bramon (Barcelone)            | /                       |
|           | Junts per Catalunya (JxCAT)                                          | X | X | X | X | Roger Español i Tor (Barcelone)          | 2 sièges                |
|           | Iniciativa Feminista (I.Fem)                                         | X |   |   |   | María Elva Tenorio López (Barcelone)     | /                       |
|           | Vox                                                                  | X | X | X | X | Jordi Aguiló (Barcelone)                 | /                       |
|           | Partit Comunista del Poble de Catalunya (PCPC)                       | X | X | X | X | Quim Boix (Barcelone)                    | /                       |
|           | Parti animaliste contre la maltraitance animale (PACMA)              | X | X | X | X | Alejandro Cuesta (Barcelone)             | /                       |
|           | Partit Comunista dels Traballadors de Catalunya (PCTC)               | X | X | X | X | Eric Rodríguez Rodríguez (Barcelone)     | /                       |
|           | Izquierda en Positivo (IZQP)                                         | X | X | X | X | Orlin Hernán Martillo Ortega (Barcelone) | /                       |
|           | Recortes Cero-Grupo Verde                                            | X | X | X | X | Octavio Piulats Riu (Barcelone)          | /                       |
|           | Más País (MÁS PAÍS)                                                  | X |   |   |   | Jennifer Salmerón Comino (Barcelone)     | /                       |

## Résultats

### Résultats détaillés

#### Participation
| Horaire     | En avril 2019 | En nov. 2019 | Différence |
| ----------- | ------------- | ------------ | ---------- |
| à 14 heures | 43,52 %       | 40,59 %      | 2,93       |
| à 18 heures | 64,20 %       | 59,88 %      | 4,32       |
| à 20 heures | 74,57 %       | 72,17 %      | 2,4        |
| Final       |               |              |            |

#### Congrès des députés
| Parti                  | Parti                                                    | Voix      | %     | +/-           | Sièges | +/-           |  |
| ---------------------- | -------------------------------------------------------- | --------- | ----- | ------------- | ------ | ------------- |  |
|                        | Gauche républicaine de Catalogne-Sobiranistes (ERC-Sob.) | 874 859   | 22,57 | 2,04          | 13     | 2             |  |
|                        | Parti des socialistes de Catalogne (PSC-PSOE)            | 794 666   | 20,50 | 2,71          | 12     | en stagnation |  |
|                        | En Comú Podem (ECP-GeC-UP)                               | 549 173   | 14,17 | 0,68          | 7      | en stagnation |  |
|                        | Ensemble pour la Catalogne (JxCat-Junts)                 | 530 225   | 13,68 | 1,60          | 8      | 1             |  |
|                        | Parti populaire                                          | 287 714   | 7,42  | 2,58          | 2      | 1             |  |
|                        | Candidature d'unité populaire (CUP-PR)                   | 246 971   | 6,37  | Nv.           | 2      | 2             |  |
|                        | Vox                                                      | 243 640   | 6,29  | 2,70          | 2      | 1             |  |
|                        | Ciudadanos (Cs)                                          | 217 935   | 5,62  | 5,94          | 2      | 3             |  |
|                        | Parti animaliste contre la maltraitance animale (PACMA)  | 44 585    | 1,15  | 0,39          | 0      | en stagnation |  |
|                        | Más País                                                 | 41 826    | 1,08  | Nv.           | 0      | en stagnation |  |
|                        | Recortes Cero-Grupo Verde (RC-GV)                        | 5 922     | 0,15  | 0,02          | 0      | en stagnation |  |
|                        | Initiative féministe (I.Fem)                             | 3 005     | 0,08  | Nv.           | 0      | en stagnation |  |
|                        | Pour un monde + juste (PUM+J)                            | 2 436     | 0,06  | 0,05          | 0      | en stagnation |  |
|                        | Parti communiste des travailleurs de Catalogne (PCTC)    | 2 220     | 0,06  | en stagnation | 0      | en stagnation |  |
|                        | Parti communiste du peuple catalan (PCPC)                | 2 145     | 0,06  | 0,02          | 0      | en stagnation |  |
|                        | Gauche positive (IZQP)                                   | 1 891     | 0,05  | 0,02          | 0      | en stagnation |  |
|                        | Vote blanc                                               | 27 019    | 0,70  | 0,16          |        |               |  |
|                        |                                                          |           |       |               |        |               |  |
| Suffrages exprimés     | Suffrages exprimés                                       | 3 876 232 | 99,47 |               |        |               |  |
| Votes nuls             | Votes nuls                                               | 20 742    | 0,53  |               |        |               |  |
| Total                  | Total                                                    | 3 896 974 | 100   | -             | 48     | en stagnation |  |
| Abstention             | Abstention                                               | 1 718 446 | 30,60 |               |        |               |  |
| Inscrits/Participation | Inscrits/Participation                                   | 5 615 420 | 69,40 |               |        |               |  |

##### Résultats par provinces

###### Barcelone
| Parti                  | Parti                                                    | Voix      | %     | +/-  | Sièges | +/-           |  |
| ---------------------- | -------------------------------------------------------- | --------- | ----- | ---- | ------ | ------------- |  |
|                        | Parti des socialistes de Catalogne (PSC-PSOE)            | 638 319   | 21,80 | 2,86 | 8      | 1             |  |
|                        | Gauche républicaine de Catalogne-Sobiranistes (ERC-Sob.) | 618 909   | 21,14 | 1,83 | 7      | 1             |  |
|                        | En Comú Podem (ECP-GeC-UP)                               | 452 482   | 15,45 | 0,86 | 5      | 1             |  |
|                        | Ensemble pour la Catalogne (JxCat-Junts)                 | 343 931   | 11,75 | 1,59 | 4      | 1             |  |
|                        | Parti populaire (PP)                                     | 225 645   | 7,71  | 2,71 | 2      | 1             |  |
|                        | Vox                                                      | 184 715   | 6,31  | 2,72 | 2      | 1             |  |
|                        | Candidature d'unité populaire (CUP-PR)                   | 179 041   | 6,12  | Nv.  | 2      | 2             |  |
|                        | Ciudadanos (Cs)                                          | 174 124   | 5,95  | 6,03 | 2      | 2             |  |
|                        | Más País                                                 | 41 826    | 1,43  | Nv.  | 0      | en stagnation |  |
|                        | Parti animaliste contre la maltraitance animale (PACMA)  | 34 752    | 1,19  | 0,43 | 0      | en stagnation |  |
|                        | Recortes Cero-Grupo Verde (RC-GV)                        | 4 698     | 0,16  | 0,03 | 0      | en stagnation |  |
|                        | Initiative féministe (I.Fem)                             | 3 005     | 0,10  | Nv.  | 0      | en stagnation |  |
|                        | Parti communiste des travailleurs de Catalogne (PCTC)    | 1 587     | 0,05  | 0,01 | 0      | en stagnation |  |
|                        | Pour un monde + juste (PUM+J)                            | 1 577     | 0,05  | Nv.  | 0      | en stagnation |  |
|                        | Parti communiste du peuple catalan (PCPC)                | 1 509     | 0,05  | 0,03 | 0      | en stagnation |  |
|                        | Gauche positive (IZQP)                                   | 1 178     | 0,04  | 0,03 | 0      | en stagnation |  |
|                        | Vote blanc                                               | 20 457    | 0,70  | 0,16 |        |               |  |
|                        |                                                          |           |       |      |        |               |  |
| Suffrages exprimés     | Suffrages exprimés                                       | 2 927 755 | 99,50 |      |        |               |  |
| Votes nuls             | Votes nuls                                               | 14 599    | 0,50  |      |        |               |  |
| Total                  | Total                                                    | 2 942 354 | 100   | -    | 32     | en stagnation |  |
| Abstention             | Abstention                                               | 1 258 797 | 29,96 |      |        |               |  |
| Inscrits/Participation | Inscrits/Participation                                   | 4 201 151 | 70,04 |      |        |               |  |

###### Gérone
| Parti                  | Parti                                                    | Voix    | %     | +/-           | Sièges | +/-           |  |
| ---------------------- | -------------------------------------------------------- | ------- | ----- | ------------- | ------ | ------------- |  |
|                        | Gauche républicaine de Catalogne-Sobiranistes (ERC-Sob.) | 91 932  | 25,85 | 3,98          | 2      | 1             |  |
|                        | Ensemble pour la Catalogne (JxCat-Junts)                 | 88 060  | 24,76 | 2,30          | 2      | en stagnation |  |
|                        | Parti des socialistes de Catalogne (PSC-PSOE)            | 52 723  | 14,82 | 2,29          | 1      | en stagnation |  |
|                        | En Comú Podem (ECP-GeC-UP)                               | 33 710  | 9,48  | 0,19          | 1      | 1             |  |
|                        | Candidature d'unité populaire (CUP-PR)                   | 31 703  | 8,91  | Nv.           | 0      | en stagnation |  |
|                        | Vox                                                      | 18 489  | 5,20  | 2,40          | 0      | en stagnation |  |
|                        | Parti populaire (PP)                                     | 17 449  | 4,91  | 1,67          | 0      | en stagnation |  |
|                        | Ciudadanos (Cs)                                          | 13 869  | 3,90  | 5,00          | 0      | en stagnation |  |
|                        | Parti animaliste contre la maltraitance animale (PACMA)  | 3 724   | 1,05  | 0,29          | 0      | en stagnation |  |
|                        | Recortes Cero-Grupo Verde (RC-GV)                        | 508     | 0,14  | 0,03          | 0      | en stagnation |  |
|                        | Pour un monde + juste (PUM+J)                            | 339     | 0,10  | Nv.           | 0      | en stagnation |  |
|                        | Parti communiste du peuple catalan (PCPC)                | 327     | 0,09  | en stagnation | 0      | en stagnation |  |
|                        | Parti communiste des travailleurs de Catalogne (PCTC)    | 316     | 0,09  | Nv.           | 0      | en stagnation |  |
|                        | Gauche positive (IZQP)                                   | 246     | 0,07  | 0,01          | 0      | en stagnation |  |
|                        | Vote blanc                                               | 2 307   | 0,65  | 0,17          |        |               |  |
|                        |                                                          |         |       |               |        |               |  |
| Suffrages exprimés     | Suffrages exprimés                                       | 355 702 | 99,41 |               |        |               |  |
| Votes nuls             | Votes nuls                                               | 2 099   | 0,59  |               |        |               |  |
| Total                  | Total                                                    | 357 801 | 100   | -             | 6      | en stagnation |  |
| Abstention             | Abstention                                               | 167 177 | 31,84 |               |        |               |  |
| Inscrits/Participation | Inscrits/Participation                                   | 524 978 | 68,16 |               |        |               |  |

###### Lérida
| Parti                  | Parti                                                    | Voix    | %     | +/-           | Sièges | +/-           |  |
| ---------------------- | -------------------------------------------------------- | ------- | ----- | ------------- | ------ | ------------- |  |
|                        | Gauche républicaine de Catalogne-Sobiranistes (ERC-Sob.) | 65 236  | 31,46 | 2,11          | 2      | en stagnation |  |
|                        | Ensemble pour la Catalogne (JxCat-Junts)                 | 46 773  | 22,56 | 1,83          | 1      | en stagnation |  |
|                        | Parti des socialistes de Catalogne (PSC-PSOE)            | 29 983  | 14,46 | 2,22          | 1      | en stagnation |  |
|                        | En Comú Podem (ECP-GeC-UP)                               | 16 337  | 7,88  | 0,42          | 0      | en stagnation |  |
|                        | Parti populaire (PP)                                     | 14 697  | 7,09  | 2,15          | 0      | en stagnation |  |
|                        | Candidature d'unité populaire (CUP-PR)                   | 14 098  | 6,80  | Nv.           | 0      | en stagnation |  |
|                        | Vox                                                      | 9 312   | 4,49  | 1,83          | 0      | en stagnation |  |
|                        | Cs                                                       | 7 128   | 3,44  | 5,05          | 0      | en stagnation |  |
|                        | Parti animaliste contre la maltraitance animale (PACMA)  | 1 521   | 0,73  | 0,20          | 0      | en stagnation |  |
|                        | Recortes Cero-Grupo Verde (RC-GV)                        | 183     | 0,09  | en stagnation | 0      | en stagnation |  |
|                        | Pour un monde + juste (PUM+J)                            | 169     | 0,08  | 0,02          | 0      | en stagnation |  |
|                        | Parti communiste du peuple catalan (PCPC)                | 129     | 0,06  | 0,03          | 0      | en stagnation |  |
|                        | Parti communiste des travailleurs de Catalogne (PCTC)    | 126     | 0,06  | Nv.           | 0      | en stagnation |  |
|                        | Gauche positive (IZQP)                                   | 124     | 0,06  | en stagnation | 0      | en stagnation |  |
|                        | Vote blanc                                               | 1 540   | 0,74  | 0,08          |        |               |  |
|                        |                                                          |         |       |               |        |               |  |
| Suffrages exprimés     | Suffrages exprimés                                       | 207 356 | 99,34 |               |        |               |  |
| Votes nuls             | Votes nuls                                               | 1 365   | 0,66  |               |        |               |  |
| Total                  | Total                                                    | 208 731 | 100   | -             | 4      | en stagnation |  |
| Abstention             | Abstention                                               | 105 694 | 33,62 |               |        |               |  |
| Inscrits/Participation | Inscrits/Participation                                   | 314 425 | 66,38 |               |        |               |  |

###### Tarragone
| Parti                  | Parti                                                    | Voix    | %     | +/-  | Sièges | +/-           |  |
| ---------------------- | -------------------------------------------------------- | ------- | ----- | ---- | ------ | ------------- |  |
|                        | Gauche républicaine de Catalogne-Sobiranistes (ERC-Sob.) | 98 782  | 25,63 | 1,60 | 2      | en stagnation |  |
|                        | Parti des socialistes de Catalogne (PSC-PSOE)            | 73 641  | 19,11 | 2,33 | 2      | 1             |  |
|                        | Ensemble pour la Catalogne (JxCat-Junts)                 | 51 461  | 13,35 | 1,10 | 1      | en stagnation |  |
|                        | En Comú Podem (ECP-GeC-UP)                               | 46 644  | 12,10 | 0,09 | 1      | en stagnation |  |
|                        | Vox                                                      | 31 124  | 8,08  | 3,27 | 0      | en stagnation |  |
|                        | Parti populaire (PP)                                     | 29 923  | 7,76  | 2,65 | 0      | en stagnation |  |
|                        | Ciudadanos (Cs)                                          | 22 814  | 5,92  | 6,61 | 0      | 1             |  |
|                        | Candidature d'unité populaire (CUP-PR)                   | 22 129  | 5,74  | Nv.  | 0      | en stagnation |  |
|                        | Parti animaliste contre la maltraitance animale (PACMA)  | 4 588   | 1,19  | 0,29 | 0      | en stagnation |  |
|                        | Recortes Cero-Grupo Verde (RC-GV)                        | 533     | 0,14  | 0,03 | 0      | en stagnation |  |
|                        | Pour un monde + juste (PUM+J)                            | 351     | 0,09  | 0,02 | 0      | en stagnation |  |
|                        | Gauche positive (IZQP)                                   | 343     | 0,09  | 0,04 | 0      | en stagnation |  |
|                        | Parti communiste des travailleurs de Catalogne (PCTC)    | 191     | 0,05  | 0,06 | 0      | en stagnation |  |
|                        | Parti communiste du peuple catalan (PCPC)                | 180     | 0,05  | 0,01 | 0      | en stagnation |  |
|                        | Vote blanc                                               | 2 715   | 0,70  | 0,17 |        |               |  |
|                        |                                                          |         |       |      |        |               |  |
| Suffrages exprimés     | Suffrages exprimés                                       | 385 419 | 99,31 |      |        |               |  |
| Votes nuls             | Votes nuls                                               | 2 669   | 0,69  |      |        |               |  |
| Total                  | Total                                                    | 388 088 | 100   | -    | 6      | en stagnation |  |
| Abstention             | Abstention                                               | 186 778 | 32,49 |      |        |               |  |
| Inscrits/Participation | Inscrits/Participation                                   | 574 866 | 67,51 |      |        |               |  |

### Élus

#### Députés élus
| Circonscription | Sièges | Liste    | Liste | Députés                             | Parti        | Parti |
| --------------- | ------ | -------- | ----- | ----------------------------------- | ------------ | ----- |
| Barcelone       | 32     | PSC      |       | Meritxell Batet                     | PSC          |       |
| Barcelone       | 32     | ERC-Sob. |       | Gabriel Rufián                      | ERC          |       |
| Barcelone       | 32     | ECP      |       | Jaume Asens                         | ECP          |       |
| Barcelone       | 32     | Junts    |       | Laura Borràs                        | JxCat        |       |
| Barcelone       | 32     | PSC      |       | Francisco Polo                      | PSC          |       |
| Barcelone       | 32     | ERC-Sob. |       | Carolina Telechea (ca)              | ERC          |       |
| Barcelone       | 32     | ECP      |       | Aina Vidal                          | ICV          |       |
| Barcelone       | 32     | PP       |       | Cayetana Álvarez de Toledo          | PP           |       |
| Barcelone       | 32     | PSC      |       | Mercè Perea                         | PSC          |       |
| Barcelone       | 32     | ERC-Sob. |       | Joan Josep Nuet (ca)                | Sobiranistes |       |
| Barcelone       | 32     | Vox      |       | Ignacio Garriga                     | Vox          |       |
| Barcelone       | 32     | CUP      |       | Mireia Vehí                         | CUP          |       |
| Barcelone       | 32     | Cs       |       | Inés Arrimadas                      | Cs           |       |
| Barcelone       | 32     | Junts    |       | Míriam Nogueras                     | PDeCAT       |       |
| Barcelone       | 32     | PSC      |       | José Zaragoza Alonso                | PSC          |       |
| Barcelone       | 32     | ERC-Sob. |       | Maria Carvalho Dantas (ca)          | ERC          |       |
| Barcelone       | 32     | ECP      |       | María del Mar García                | ECP          |       |
| Barcelone       | 32     | PSC      |       | Lídia Guinart                       | PSC          |       |
| Barcelone       | 32     | ERC-Sob. |       | Pilar Vallugera                     | ERC          |       |
| Barcelone       | 32     | Junts    |       | Jaume Alonso-Cuevillas              | JxCat        |       |
| Barcelone       | 32     | ECP      |       | Gerardo Pisarello Prados            | BEC          |       |
| Barcelone       | 32     | PP       |       | María de los Llanos de Luna Tobarra | PP           |       |
| Barcelone       | 32     | PSC      |       | Francisco Aranda                    | PSC          |       |
| Barcelone       | 32     | ERC-Sob. |       | Marta Rosique (ca)                  | ERC          |       |
| Barcelone       | 32     | Vox      |       | Juan José Aizcorbe Torra            | Vox          |       |
| Barcelone       | 32     | PSC      |       | Carmen Andrés                       | PSC          |       |
| Barcelone       | 32     | ECP      |       | Joan Mena                           | ECP          |       |
| Barcelone       | 32     | CUP      |       | Albert Botran                       | CUP          |       |
| Barcelone       | 32     | ERC-Sob. |       | Joan Capdevila                      | ERC          |       |
| Barcelone       | 32     | Cs       |       | Fernando Tomás de Páramo (ca)       | Cs           |       |
| Barcelone       | 32     | Junts    |       | Genís Boadella i Esteve             | PDeCAT       |       |
| Barcelone       | 32     | PSC      |       | Arnau Ramírez                       | PSC          |       |
| Gérone          | 6      | ERC-Sob. |       | Montserrat Bassa                    | ERC          |       |
| Gérone          | 6      | Junts    |       | Mariona Illamola                    | Junts        |       |
| Gérone          | 6      | PSC      |       | Marc Lamuà                          | PSC          |       |
| Gérone          | 6      | ERC-Sob. |       | Joan Margall (ca)                   | ERC          |       |
| Gérone          | 6      | Junts    |       | Sergi Miquel                        | JxCat        |       |
| Gérone          | 6      | ECP      |       | Laura López Domínguez               | ECP          |       |
| Lleida          | 4      | ERC-Sob. |       | Xavier Eritja                       | ERC          |       |
| Lleida          | 4      | Junts    |       | Concepció Cañadell Salvia           | JxCat        |       |
| Lleida          | 4      | ERC-Sob. |       | Inés Granollers (ca)                | ERC          |       |
| Lleida          | 4      | PSC      |       | Montserrat Mínguez                  | PSC          |       |
| Tarragone       | 6      | ERC-Sob. |       | Jordi Salvador                      | ERC          |       |
| Tarragone       | 6      | PSC      |       | Joan Ruiz i Carbonell               | PSC          |       |
| Tarragone       | 6      | Junts    |       | Ferran Bel i Accensi                | Junts        |       |
| Tarragone       | 6      | ERC-Sob. |       | Norma Pujol (ca)                    | ERC          |       |
| Tarragone       | 6      | ECP      |       | Ismael Cortés                       | ECP          |       |
| Tarragone       | 6      | PSC      |       | Sandra Guaita Esteruelas            | PSC          |       |

#### Sénateurs élus
| Circonscription | Sièges | Liste       | Liste | Résultats | Résultats | Sénateurs                          | Parti       | Parti |
| --------------- | ------ | ----------- | ----- | --------- | --------- | ---------------------------------- | ----------- | ----- |
| Barcelone       | 4      | ERC-Sob.    |       |           | %         | Mirella Cortès i Gès               | ERC-Sob.    |       |
| Barcelone       | 4      | ERC-Sob.    |       |           | %         | Ana Maria Surra i Spadea           | ERC-Sob.    |       |
| Barcelone       | 4      | PSC         |       |           | %         | Manuel Cruz Rodríguez              | PSC         |       |
| Barcelone       | 4      | ERC-Sob.    |       |           | %         | Robert Masih i Nahar               | ERC-Sob.    |       |
| Gérone          | 4      | ERC-Sob.    |       |           | %         | Jordi Martí Deulofeu               | ERC-Sob.    |       |
| Gérone          | 4      | JxCat-Junts |       |           | %         | Josep Maria "Jami" Matamala Alsina | JxCat-Junts |       |
| Gérone          | 4      | ERC-Sob.    |       |           | %         | Elisenda Pérez Esteve              | ERC-Sob.    |       |
| Gérone          | 4      | JxCat-Junts |       |           | %         | Josep Maria Cervera Pinart         | JxCat-Junts |       |
| Lleida          | 4      | ERC-Sob.    |       |           | %         | Sara Bailac i Ardanuy              | ERC-Sob.    |       |
| Lleida          | 4      | ERC-Sob.    |       |           | %         | Miquel Caminal i Cerdà             | ERC-Sob.    |       |
| Lleida          | 4      | ERC-Sob.    |       |           | %         | Xavier Castellana i Gamisans       | ERC-Sob.    |       |
| Lleida          | 4      | JxCat-Junts |       |           | %         | M. Teresa "Mayte" Rivero Segalàs   | JxCat-Junts |       |
| Tarragone       | 4      | ERC-Sob.    |       |           | %         | Miquel Aubà i Fleix                | ERC-Sob.    |       |
| Tarragone       | 4      | ERC-Sob.    |       |           | %         | Laura Castel i Fort                | ERC-Sob.    |       |
| Tarragone       | 4      | ERC-Sob.    |       |           | %         | Josep Rufà i Gràcia                | ERC-Sob.    |       |
| Tarragone       | 4      | PSC         |       |           | %         | Santiago José Castellà Surribas    | PSC         |       |